# Peenehagen
Peenehagen település Németországban, Mecklenburg-Elő-Pomeránia tartományban. Lakosainak száma 1049 fő (2023. december 31.).

## Népesség
A település népességének változása:
| Lakosok száma | 1074 | 1073 | 1082 | 1091 | 1074 | 1075 | 1073 | 1049 |
|               | 2012 | 2013 | 2014 | 2017 | 2019 | 2021 | 2022 | 2023 |